# Быстрые криптосистемы с открытым ключом
Быстрая криптосистема с открытым ключом (англ. Fast public-key cryptosystem) или лёгкая криптосистема с открытым ключом (англ. Lightweight public-key cryptosystem) — асимметричная криптосистема, используемая в устройствах с ограниченными ресурсами.
Обычные криптографические алгоритмы используются на специальных аппаратных устройствах или настольных компьютерах. Встраиваемые системы, такие как: мобильные телефоны, КПК, смарт-карты, RFID-системы и т. д., обладают ограниченными ресурсами и требуют, для использования в них криптографической защиты, применения других алгоритмов, которые бы использовали меньше памяти, были более быстрыми и эффективнее использовали энергию. Криптосистемы с открытым ключом работают медленнее, чем симметричные криптосистемы. Поэтому при использовании их в мобильных устройствах особенно важно выбрать производительную реализацию.
Одна из наиболее распространенных асимметричных криптосистем — RSA. RSA плохо подходит для использования во встраиваемых устройствах, потому что требует оперирования большими числами, что не всегда можно реализовать при ограниченных ресурсах. Кроме того, RSA работает довольно медленно, особенно это касается генерации ключей, и в RSA используются более длинные ключи по сравнению с другими криптосистемами с открытым ключом. Но RSA хорошо подходит для сравнения криптографической стойкости других криптосистем.
Для использования криптографии в мобильных устройствах, память и вычислительная мощность которых сильно ограничены, необходимы более эффективные алгоритмы. Самая распространенная из таких криптосистем — эллиптическая криптосистема, требует меньше ресурсов, чем RSA. Хотя эллиптическая криптосистема не настолько хорошо исследована, как RSA, она считается надежной и используется в нескольких стандартах. Криптосистемы, созданные позднее, такие как: NTRU, Braid Cryptosystem, работают быстрее, чем эллиптическая криптосистема, но их надежность недостаточно исследована.

## NTRU
NTRU был разработан в середине 1990-х годов и впервые был представлен на конференции CRYPTO’96. NTRU запатентован NTRU Cryptosystems, Inc. 24 июля 2000 года. В этом алгоритме все операции производятся в кольце усечённых многочленов. Криптографическая стойкость алгоритма основана на сложности задачи нахождения короткого вектора в заданной решётке. NTRU работает быстрее, чем используемые в настоящее время криптосистемы с открытым ключом. Для шифрования и расшифрования сообщения длиной N символов необходимо {\displaystyle O(N^{2})} операций для алгоритма NTRU, в то время как для RSA требуется {\displaystyle O(N^{3})} операций. Криптографическая стойкость NTRU ещё не достаточно исследована. Кроме того NTRU является ненадёжным алгоритмом, то есть при расшифровании можно получить сообщение, отличающее от того, которое использовалось при шифровании. Криптостойкость NTRU-167 (Параметр N = 167) примерно соответствует RSA-512. Стойкость NTRU-263 и NTRU-503 сопоставима со стойкостью RSA-1024 и RSA-2048 соответственно. При этом при использовании NTRU-263 длина открытого ключа равняется 1841 биту, а секретного — 834 бита. В NTRU зашифрованное сообщение больше открытого текста примерно в 4,5 раза.

### Кольцо усечённых многочленов
Различные реализации NTRU характеризуются тремя целыми числами — N, p и q. Числа p и q не обязательно должны быть простыми, но необходимо, чтобы они не имели общих делителей. Базовыми объектами в NTRU являются многочлены порядка N-1 с целочисленными коэффициентами:
{\displaystyle a=a_{0}+a_{1}X+a_{2}X^{2}+\cdots +a_{N-1}X^{N-1}}.
Операция сложения определена просто, как сложение коэффициентов при соответствующих степенях:
{\displaystyle a+b=(a_{0}+b_{0})+(a_{1}+b_{1})X+\cdots +(a_{N-1}+b_{N-1})X^{N-1}}.
Операция умножения определена так же, с помощью умножения коэффициентов при соответствующих степенях, с одной поправкой. При умножении многочленов {\displaystyle X^{N}} необходимо заменить на 1, {\displaystyle X^{N+1}} заменить на X и т. д.:
{\displaystyle a\otimes b=c_{0}+c_{1}X+\cdots +c_{N-1}X^{N-1}}, где
{\displaystyle c_{k}=a_{0}b_{k}+a_{1}b_{k-1}+\cdots +a_{k}b_{0}+a_{k+1}b_{N-1}+a_{k+2}b_{N-2}+\cdots +a_{N-1}b_{k+1}}.
Правила сложения и умножения обладают свойством дистрибутивности:
{\displaystyle a\otimes (b+c)=(a\otimes b)+(a\otimes c)}.
Кольцо многочленов с определёнными таким образом операциями сложения и умножения называется кольцом усечённых многочленов. Оно изоморфно кольцу отношений {\displaystyle Z[X]/(X^{N}-1)}.
В NTRU используются кольца усечённых многочленов с арифметикой по модулю p и q. Это значит, что коэффициенты {\displaystyle a_{i}} и {\displaystyle b_{i}} складываются и умножаются по модулю.

### Генерация ключа
Пусть R — кольцо усечённых многочленов. Если Боб хочет создать пару ключей, он случайно выбирает многочлены {\displaystyle f,g\in R}. Многочлен f должен иметь обратный многочлен по модулю p и q. Если для f не существует обратного, то Боб должен выбрать другой многочлен. Далее Боб должен вычислить обратные многочлены по модулю p и q, обозначим их {\displaystyle f_{p}^{-1}} и {\displaystyle f_{q}^{-1}} соответственно. Затем нужно вычислить
{\displaystyle h=pf_{q}^{-1}\otimes g\mod q}.
Секретным ключом будет пара f, {\displaystyle f_{p}^{-1}}, а открытым h.

### Шифрование
Если Алиса хочет отправить сообщение Бобу, используя его открытый ключ h, ей необходимо представить сообщение в виде многочлена m, коэффициенты которого взяты по модулю p. Также ей необходимо произвольно выбрать многочлен r. Далее, используя эти параметры, она вычисляет многочлен
{\displaystyle e=r\otimes h+m\mod q}.
Многочлен e является зашифрованным сообщением, которое хочет отправить Алиса.

### Расшифрование
Предположим Боб получил зашифрованное сообщение, которое послала ему Алиса. Для начала ему необходимо вычислить
{\displaystyle a=f\otimes e\mod q},
используя известный только ему многочлен f. Теперь Боб может восстановить сообщение Алисы, вычислив
{\displaystyle m=f_{p}^{-1}\otimes a\mod p}.

### Как это работает
Рассмотрим почему при расшифровании получается исходное сообщение:
{\displaystyle a=f\otimes e\mod q=f\otimes r\otimes h+f\otimes m\mod q=f\otimes r\otimes pf_{q}^{-1}\otimes g+f\otimes m\mod q=pr\otimes g+f\otimes m\mod q}
{\displaystyle m=f_{p}^{-1}\otimes a\mod p=f_{p}^{-1}\otimes pr\otimes g+f_{p}^{-1}\otimes f\otimes m\mod p}
Следует заметить, что при расшифровании может получиться сообщение отличающееся от исходного. Это происходит из-за того, что операции производятся сначала по модулю q, а потом по модулю p. На практике, если правильно выбрать параметры, вероятность возникновения такой ошибки становится меньше, чем {\displaystyle 2^{-100}}.

### Дополнение

#### Рекомендации
1. Авторы криптосистемы NTRU рекомендуют использовать в качестве коэффициентов для многочленов f, g и m числа из множества {-1,0,1}. Такой подход позволяет оптимизировать хранение данных в памяти компьютера, ускорить некоторые вычисления и не сказывается на криптостойкости системы.
2. В то же время, данная рекомендация не распространяется на многочлен r. Напротив, для улучшения обфускации оригинального сообщения рекомендуется не ограничиваться числами из множества {-1,0,1}. Однако и слишком большие числа брать не следует, ведь вычисления все равно будут проводиться по модулю.
3. Использование числа -1 в качестве коэффициента опционально, так как оно особенно удобно в троичной системе счисления, но не слишком - в двоичной.
4. Что касается больших чисел, то криптостойкость алгоритма NTRU основана не на длинах модулей p и q, а на значении числа N. Из этого следует, что не обязательно использовать большие целые числа в качестве модулей. Можно ограничиться числами до 512 включительно. Однако N следует брать относительно большое. На данный момент (конец 2011 года) для максимальной криптостойкости рекомендуется брать {\displaystyle N\geqslant 500}. Здесь 500 - не длина числа N в битах, а непосредственное значение.

#### Оптимизация
1. Во-первых, если внимательно посмотреть на используемые для шифрования и расшифрования формулы, то нетрудно заметить, что многочлен {\displaystyle f_{q}^{-1}} успешно сокращается и нигде более не используется. А значит, можно не тратить время на его вычисление.
2. Во-вторых, раз уж нам более не нужно вычислять {\displaystyle f_{q}^{-1}}, значит мы можем выбрать число q так, чтобы было наиболее удобно вести расчеты по этому модулю. Логичнее всего использовать степени двойки. Например, 64, 128, 256 и т.д. Тогда, вместо медленной операции взятия остатка от деления можно будет использовать быструю операцию побитового "и" (или аналогичную).
3. В-третьих, в описании алгоритма сказано, что модули p и q не обязательно должны быть простыми, достаточно, чтобы они были взаимно простыми. А это значит, что для некоторого непростого p в кольце чисел по этому модулю p обязательно найдутся необратимые элементы. Подобный недостаток может сказаться на поиске многочлена {\displaystyle f_{p}^{-1}}. Чтобы избежать подобной проблемы, рекомендуется использовать простые числа. Причем не обязательно тратить время на генерирование простого числа (методы проверки на простоту слишком медленные, чтобы их использовать без причины), достаточно брать значение p из множества {3,5,7,11,...}.

#### Возможные ошибки
Во время этапа расшифровки нужно быть особенно внимательным с коэффициентами многочлена {\displaystyle a}. Все коэффициенты должны находиться в интервале [-q/2, q/2], а не [0, q-1]. Если не сделать подобную проверку, то могут получиться разные результаты. В этом нетрудно убедиться. Пусть, мы имеем следующий многочлен {\displaystyle a}:
{\displaystyle {\textbf {a}}=3-7X-10X^{2}-11X^{3}+10X^{4}+7X^{5}+6X^{6}+7X^{7}+5X^{8}-3X^{9}-7X^{10}{\pmod {32}}}
Записанный таким образом многочлен полностью соответствует заявленному условию. Теперь выпишем возможный "ошибочный" вариант:
{\displaystyle {\textbf {a}}=3+25X+22X^{2}+21X^{3}+10X^{4}+7X^{5}+6X^{6}+7X^{7}+5X^{8}+29X^{9}+28X^{10}{\pmod {32}}}
Казалось бы, мы не сделали никаких неравносильных преобразований. Однако, достаточно просто взять все коэффициенты по модулю p (а это, фактически, следующее действие расшифровки), как сразу станет понятна суть ошибки. Допустим, p = 3. Тогда "правильное" выражение преобразуется в следующее:
{\displaystyle {\textbf {a}}=2X+2X^{2}+X^{3}+X^{4}+X^{5}+X^{7}+2X^{8}+2X^{10}{\pmod {3}}}
А ошибочное в следующее:
{\displaystyle {\textbf {a}}=X+X^{2}+X^{4}+X^{5}+X^{7}+2X^{8}+2X^{9}+X^{10}{\pmod {3}}}
Очевидно, что дальнейшая работа с каждым из полученных многочленов даст разные результаты. Разница в том, что первый многочлен позволит вычислить правильное исходное сообщение, а второй - искаженное.

## Криптосистема, основанная на группе кос
Идея создания криптосистемы, основанной на группе кос, была описана на конференции CRYPTO’2000. Она основана на сложности задачи поиска обобщенного сопряженного в группе кос.
Для шифрования и расшифрования используется хеш-функция {\displaystyle H:B_{l+r}\rightarrow \{0,1\}^{k}}. Эта хеш-функция не должна содержать коллизий. В криптосистеме, основанной на группе кос, используется свойство коммутативности кос построенных в {\displaystyle LB_{l}}, то есть в группе n-кос, построенной с использованием только генераторов меньших, чем некоторое целое число d, и в {\displaystyle RB_{r}}, то есть в группе n-кос, построенной с использованием только генераторов больших, чем d.

### Генерация ключа
Выбирается достаточно сложная (l+r)-коса {\displaystyle x\in B_{l+r}}. Далее выбирается коса {\displaystyle a\in LB_{l}}. Открытым ключом является пара (x, y), где {\displaystyle y=axa^{-1}}. Секретным ключом является a.

### Шифрование
Пусть необходимо отправить сообщение {\displaystyle m\in \{0,1\}^{k}}, зашифровав его с помощью ключа (x, y). Тогда необходимо произвольно выбрать {\displaystyle b\in RB_{r}}. Шифротекстом будет пара (c, d), где {\displaystyle c=bxb^{-1}} и {\displaystyle d=H(byb^{-1})+m}.

### Расшифрование
Чтобы расшифровать сообщение (c, d), используя ключ a необходимо, вычислить {\displaystyle m=H(aca^{-1})+d}.

## Сравнение

### ECC и RSA на восьмибитном процессоре
ECC, по сравнению с RSA, лучше подходит для применения в мобильных устройствах, так как она работает быстрее, использует ключи меньшей длины и потребляет меньше памяти и энергии. В RSA используется арифметика в кольце целых чисел, и в её основу положена трудность разложения больших целых чисел на множители. В ECC используются группы точек эллиптических кривых, и её стойкость основана на сложности дискретного логарифмирования. В настоящее время не известны алгоритмы нахождения дискретного логарифма на эллиптической кривой с суб-экспоненциальной сложностью, в то время как для разложения на множители такие алгоритмы существуют. Это позволяет использовать ключи для ECC меньшей длины, чем для RSA. ECC-160 обеспечивает примерно такой же уровень безопасности, как RSA-1024. Но в то же время увеличение длины ключа ECC в два раза приводит к большему увеличению криптостойкости, чем увеличение в два раза длины ключа RSA. Из-за этого ECC-224 примерно соответствует RSA-2048, а значит в будущем преимущества ECC только возрастут. Также увеличение длины ключа и уменьшение разрядности процессора приводит к увеличению преимущества в производительности ECC перед RSA.
В статье «Comparing Elliptic Curve Cryptography and RSA on 8-bit CPUs» проводилось сравнение производительности и использования памяти ECC и RSA реализованных для восьмибитных процессоров. Производительность сравнивается на двух процессорах: Chipcon CC1010 и Atmel ATmega128. Результаты сравнения сведены в таблицу. Для шифрования RSA использовался открытый ключ {\displaystyle e=2^{16}+1}.
| Алгоритм               | ATmega128 @ 8МГц | ATmega128 @ 8МГц          | ATmega128 @ 8МГц       | CC1010 @ 14,7456 МГц | CC1010 @ 14,7456 МГц      | CC1010 @ 14,7456 МГц   |
|                        | Время, с         | Память под данные, байтов | Память под код, байтов | Время, с             | Память под данные, байтов | Память под код, байтов |
| ---------------------- | ---------------- | ------------------------- | ---------------------- | -------------------- | ------------------------- | ---------------------- |
| ECC-160                | 0,81             | 282                       | 3682                   | 4,58                 | 180+86                    | 2166                   |
| ECC-192                | 1,24             | 336                       | 3979                   | 7,56                 | 216+102                   | 2152                   |
| ECC-224                | 2,19             | 422                       | 4812                   | 11,98                | 259+114                   | 2214                   |
| RSA-1024 шифрование    | 0,43             | 542                       | 1073                   | > 4,48               |                           |                        |
| RSA-1024 расшифрование | 10,99            | 930                       | 6292                   | ~ 106,66             |                           |                        |
| RSA-2048 шифрование    | 1,94             | 1332                      | 2854                   |                      |                           |                        |
| RSA-2048 расшифрование | 83,26            | 1853                      | 7736                   |                      |                           |                        |

### RSA, ECC, NTRU и криптосистема в группе кос
В статье «Practical comparison of fast public-key cryptosystems» было проведено сравнение четырех криптосистем. Авторы написали свои реализации ECC, NTRU и криптосистемы в группе кос. Результаты для RSA были взяты из тестов производительности библиотеки J/Crypto, поэтому код RSA был лучше оптимизирован, чем код остальных криптосистем.
|                              | RSA-1024 | ECC-168 | NTRU-263                    | Криптосистема в группе кос |
| ---------------------------- | -------- | ------- | --------------------------- | -------------------------- |
| Увеличение сообщения         | 1        | 2       | {\displaystyle \approx 4,5} | 4                          |
| Длина блока, битов           | 1024     | 160     | 416                         | 1088                       |
| Длина открытого ключа, битов | 1024     | 169     | 1841                        | 1000                       |
| Скорость генерации ключа, мс | 1432     | 65      | 19,8                        | 8,5                        |
| Скорость шифрования, мс      | 4,28     | 140     | 1,9                         | 29,8                       |
| Скорость расшифрования, мс   | 48,5     | 67      | 3,5                         | 14,9                       |